# Osman Fouad
Succession
Prétendant au trône de l'Empire Ottoman
4 juin 1954 – 19 mai 1973
(18 ans, 11 mois et 15 jours)
Osman Fouad (né le 24 février 1895 au palais Çırağan à Ortaköy et mort le 19 mai 1973 à Nice en France) est le 4e prétendant au trône de l'Empire ottoman et un général de la cavalerie ottomane, où il sert notamment durant la Première Guerre mondiale.

## Biographie
Lors du premier conflit mondial, il commande les troupes ottomanes sur le théâtre d'Afrique du Nord en Libye. En 1920, il se marie avec Kerime Halim d'Égypte. 
Forcé à l'exil en mars 1924 à la suite de la montée des mouvements nationalistes en Anatolie et la chute de l'Empire ottoman, il quitte Istanbul avec sa femme pour gagner Rome avant de s'installer définitivement à Nice en France. Il meurt en 1973 et est enterré au cimetière musulman de Bobigny.